# Мияки (приток Дёмы)
Мияки — река в России, протекает в Республике Башкортостан. Устье реки находится в 293 км по правому берегу реки Дёма. Длина реки составляет 49 км, площадь водосборного бассейна 583 км².

## Притоки
- 11 км: Киргиз-Мияки
- 32 км: Шилтерлык

## Данные водного реестра
По данным государственного водного реестра России относится к Камскому бассейновому округу, водохозяйственный участок реки — Дёма от истока до водомерного поста у деревни Бочкарёва, речной подбассейн реки — Белая. Речной бассейн реки — Кама.
Код объекта в государственном водном реестре — 10010201312111100024748.